# Wielingen
Wielingen är en farled i Belgien, på gränsen till Nederländerna. Den ligger i den nordvästra delen av landet, 90 km nordväst om huvudstaden Bryssel.